# Ninet Tayeb

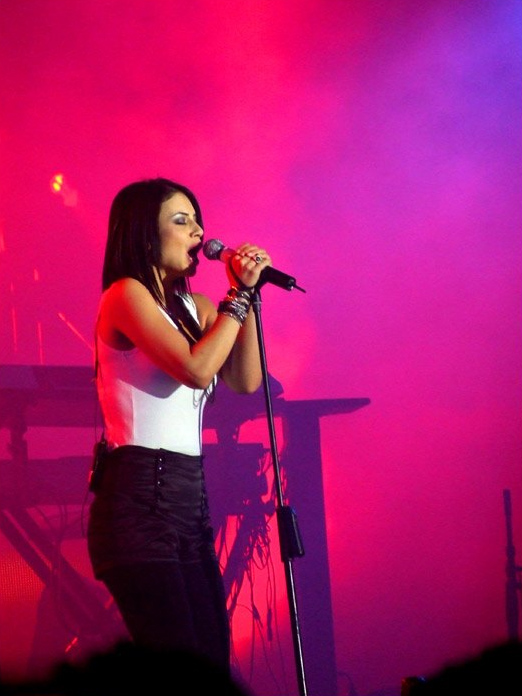
Ninet Tayeb

Ninet Tayeb (hebr. נינט טייב), (ur. 21 października 1983 w Kirjat Gat) – izraelska piosenkarka.
Jej kariera rozpoczęła się w roku 2003, kiedy została zwyciężczynią pierwszej edycji Kokhav Nolad, izraelskiej edycji programu American Idol. W 2007 r. zdobyła tytuł najlepszej piosenkarki w Izraelu (Israel Music Awards). Śpiewa muzykę pop-rock. Współpracowała z brytyjskim muzykiem Stevenem Wilsonem przy nagraniach albumów 4 ½ z 2016 roku, oraz To the Bone z 2017 roku. Grała także w serialu „Ha-Shir Shelanu”.

## Dyskografia

### Albumy studyjne
- Barefoot (2009)
- Communicative (2009)
- Sympathetic Nervous System (2012)
- All the Animals Knew (2013)
- Paper Parachute (2017)

## Filmografia
| Tytuł                  | Rok  | Rola              | Uwagi                                   | Źródło |
| ---------------------- | ---- | ----------------- | --------------------------------------- | ------ |
| "Eretz Nehederet"      | 2006 | jako Neta         | serial fabularny, 1 odc.                | [ 1 ]  |
| "Ha-Shir Shelanu"      | 2006 | jako Ninette Levy | serial fabularny, 1 odc.                | [ 1 ]  |
| "Kirot: Cena wolnosci" | 2009 | jako Elinor       | film fabularny, reżyseria: Danny Lerner | [ 1 ]  |
| "Zaguri Imperia"       | 2014 | jako Lizi         | serial fabularny, 26 odc.               | [ 1 ]  |
| „Ramzor”               | 2014 | jako Nina         | serial fabularny, 1 odc.                | [ 1 ]  |